# Mellivora benfieldi
Mellivora benfieldi — вимерлий медоїд з пізнього міоцену та раннього пліоцену в Африці та, можливо, в Європі.

## Таксономія
Mellivora benfieldi вважається ймовірним предком живого медоїда. Рід Mellivora, ймовірно, розвинувся від більш примітивного Promellivora punjabiensis в Індії. Ці два роди об'єднані в трибу Eomellivorini разом з вимерлими Eomellivora й Ekorus.

## Розповсюдження
Скам'янілості Mellivora benfieldi вперше були знайдені в Лангебанвегу в Південній Африці. Додатковий матеріал, ймовірно, з цього виду також був знайдений в Середньому Авоші в Ефіопії. Скам'янілості, які приписують цьому виду, також були знайдені в південній Європі, датовані кінцем мессінського періоду; у той час відзначається міграція африканських ссавців до Середземноморської Європи.

## Опис
Mellivora benfieldi була схожа на сучасного медоїда, але трохи меншого розміру. Як і його живий родич, він мав пристосування до копання і, ймовірно, був умовно-опортуністичним хижаком.